# معركة المرسى الكبير (1507)
وقعت معركة مرسى الكبير بين الإمبراطورية الإسبانية ومملكة تلمسان المحلية، في محيط مدينة مرسى الكبير الواقعة على الساحل الشمالي الغربي للجزائر.
تمكنت القوات الإسبانية من احتلال مدينة مرسى الكبير في عام 1505، في إطار جهودها لوقف القرصنة البربرية في المنطقة.   ومع ذلك، تطلّب الحفاظ على السيطرة على المدينة تكاليف باهظة، خاصة في ظل تهديد الغزو الوشيك من مملكة تلمسان المجاورة.لمواجهة هذا الخطر، قاد بيدرو نافارو شخصيًا غارات متكررة على بلدات الزيانيين المجاورة، حيث قام بأسر السكان ونهب الثروات المحلية. وأصبحت مرسى الكبير تجني عوائد مالية كبيرة من هذه الغارات، ما شجّع على استمرارها بوتيرة متصاعدة، ومع أعداد متزايدة من الجنود.لكن السلطان أبو عبد الله الخامس لم يكن ليسمح بمثل هذه الانتهاكات في أراضيه، وبعد اجتماعات مع عدد من قادته، مثل أحمد بن غانم، حاكم بني راشد، وأبو عبد الله محمد بن الشيخ الحاج، أحد شيوخ تلمسان، قرر تعبئة جيش مكوّن من قبائل موالية من مختلف أنحاء البلاد، بما في ذلك قبائل بني راشد بقيادة أحمد بن غانم. ،  وأبو عبد الله محمد بن الشيخ الحاج، شيخ تلمسان ، قرر حشد جيش من القبائل الموالية، من جميع أنحاء البلاد، بما في ذلك قبائل بني راشد بقيادة أحمد. دون أن يدرك بيدرو ذلك، بدأ بتنظيم واحدة من أكبر غاراته، بمشاركة أكثر من 3000 جندي.

## المعركة
في عام 1507، أطلق بيدرو نافارو غارة كبيرة على وسط المغرب الأوسط (الجزائر الحالية)، حيث نهب ثلاث قرى قرب مرسى الكبير، وهزم المقاومة التي قادها زعيم قبلي محلي. وأسفرت الغارة عن أسر أكثر من 1500 من المسلمين، خطط الإسبان لبيعهم كعبيد، بالإضافة إلى الاستيلاء على أكثر من 4000 رأس من الماشية .  قامت القبائل المنهزمة بإبلاغ القائد الزياني المحلي، الذي بدوره أخطر الجيش المركزي في تلمسان. حاول القائد المحلي شن كمين على الإسبان لكنه انسحب بعد خسائر طفيفة. في الأثناء، وصلت القوات الرئيسية الجزائرية إلى المنطقة في الوقت المناسب، وبعد معرفة موقع المعسكر الإسباني، بدأت بالتخطيط لكمين كبير.في المعسكر الإسباني، كانت الحراسة ضعيفة على الأسرى، حيث كان الجنود يحتفلون بنصرهم الجديد. غير أن الزيانيين، بعد تلقيهم تعزيزات من الجنوب بقيادة أحمد بن غانم ومن القبائل المحلية، أصبحوا يمتلكون قوة تجاوزت 11,000 فارس.  ورغم أن معظم هذه القوة كانت من القبائل، وأن الجيش الزياني نفسه يعاني من تقادم في معداته مقارنة بالإسبان الذين أصبحوا يستخدمون البنادق (المسكيت)، فإن الكمين كان مباغتًا وكبيرًا.تفاجأ الإسبان بحجم الهجوم، ولم يتمكن من النجاة سوى نحو ألف جندي، بينما تم قتل أو أسر البقية. ولم يتمكن الناجون من إعادة تنظيم صفوفهم، فحاولوا الفرار نحو حصن مزلقفير (Mazalquivir). كانت هذه المعركة هزيمة كبرى لإسبانيا، إذ واجه جنودها حرارة الشمس القاسية في شمال إفريقيا، بالإضافة إلى العدد الكبير من الأعداء.عندما وصل الخبر إلى الملك فرديناند الثاني، وخوفًا من خسارة مرسى الكبير، أرسل عدة أسراب من السفن الحربية المحمّلة بالجنود والمؤن إلى المدينة. ومع ذلك، فإن الزيانيين لم يهاجموا المدينة، بل انسحبوا إلى تلمسان. 

## الأثر
بعد الهزيمة الكبيرة التي تكبّدها الإسبان في معركة 1507، انحصر الوجود الإسباني في مرسى الكبير، ولم يتمكنوا من توسيع نفوذهم حتى عام 1509، عندما شنّوا هجومًا ناجحًا على مدينة وهران، وتمكنوا من تحقيق نصر كبير هناك ،  استمرت الحرب حتى عام 1512، حيث تمكنت إسبانيا من فرض تبعية سلطنة بني زيان (الزيانيين) إلى تاج أراغون، لتصبح دولة تابعة (تابعة سياسياً). لكن هذه التبعية لم تدم طويلاً، إذ تمكن أبو زيان الثالث من استعادة مدينة تلمسان من يد شقيقه أبو عبد الله السادس، وانقلب ضد الإسبان، مستندًا إلى حامية عسكرية مختلطة ضمّت عناصر عربية وبربرية إلى جانب جنود إسبان مناوئين للحكم.هذا التطور أدّى إلى تقويض السيطرة الإسبانية على المنطقة مؤقتًا، وأعاد إشعال الصراع السياسي والعسكري في المغرب الأوسط بين القوى المحلية والإسبانية.
1. ↑  Jaques، Tony (2007). Dictionary of Battles and Sieges: F-O. Greenwood Publishing Group. ص. 656–. ISBN:978-0-313-33538-9.
2. ↑  Laurent Charles Féraud (1869). Histoire Des Villes de la Province de Constantine. [Dr.:] Arnolet. ص. 146–. مؤرشف من الأصل في 2024-12-26.
3. ↑  "Muḥammad al-Mahdī b. al-Ṭāhir al-Anṣārī". Arabic Literature of Africa Online. DOI:10.1163/2405-4453_alao_com_ala_40004_6_20.
4. ↑  Garcés، M.A. (2002). Cervantes in Algiers: A Captive's Tale. Vanderbilt University Press. ص. 20. ISBN:978-0-8265-1470-7. مؤرشف من الأصل في 2024-12-22.
5. ↑  Fernández Duro 1895، صفحة 75.
6. ↑  Fernández Duro 1895، صفحة 76.
7. ↑  Sánchez Doncel 1991، صفحة 536.

## بيبلوغرافيا
- Fernández Duro, Cesáreo (1895), Armada Española (desde la unión de los reinos de Castilla y Aragón. Tomo I, 1476-1559) (PDF) (بالإسبانية), Madrid: Imprenta Real, Archived from the original (PDF) on 2011-09-14
- Sánchez Doncel, Gregorio (1991), Presencia de España en Orán, 1509-1792 (بالإسبانية), Toledo: Estudio Teológico de San Ildefonso, ISBN:84-600-7614-8